# كبريتات لوريث الصوديوم
كبريتات لوريث الصوديوم (SLES)، اختصار معمول به لمادة كبريتات لوريل إيثر الصوديوم (SLES)، وهو منظف أنيوني ومؤثر سطحي يوجد في العديد من منتجات العناية الشخصية (مثل الصابون، والشامبو، ومعجون الأسنان وغيرها) فهذه المادة هي عنصر صنع رغوة غير عالي التكلفة وعالي الآداء. إن كبريتات لوريث الصوديوم، ولوريل كبريتات الأمونيوم، وباريث كبريتات الصوديوم مؤثرات سطحية موجودة في العديد من مستحضرات التجميل لأنها لها خواص منظفة ومُستحلِبة. يشبه سلوك هذه المواد سلوك الصابون.

## السلامة
تشير الاختبارات في الولايات المتحدة أن هذه المادة آمنة للاستهلاك الآدمي. كما قررت وزارة الصحة والشيخوخة وهيئة النظام الوطني للإخطار عن المواد الكيميائية الصناعية وتقييمها التابعين للحكومة الأسترالية أن كبريتات لوريث الصوديوم لا يتفاعل مع الحمض النووي.

### التهيج
قد يسبب كبريتات لوريث الصوديوم تهيج مثل أنواع المنظفات الأخرى. كما ثبُت في الاختبارات على الحيوانات والبشر أن هذه المادة تسبب تهيج العين والبشرة. كما يُعتبر المؤثر السطحي الشبيه بكبريتات لوريث الصوديوم وهو كبريتات لوريل الصوديوم مادة تسبب التهاب الجلد التأتبي.

### التلوث بمركب 4,1-ديوكسان
تحتوي بعض المنتجات التي يدخل كبريتات لوريث الصوديوم فيها على آثار (حتى 300 جزء في المليون) من 1،4-ديوكسان، وهو منتج ثانوي يتكون في مرحلة عملية إضافة أكسيد الإيثيلين في إنتاج كبريتات لوريث الصوديوم. توصي إدارة الغذاء والدواء في الولايات المتحدة بمراقبة مستويات هذا المركب الثانوي. تضع وكالة حماية البيئة الأمريكية 1,4-ديوكسان في قائمة المسرطنات المحتملة (لم يتم ملاحظة ذلك في الدراسات الوبائية على العمال الذين يستخدمون هذا المركب، ولكن ظهر أن هذا المركب تسبب في العديد من حالات السرطان في الدراسات المُضبَّطة  على الحيوانات)، بالإضافة إلى ذلك تصنفه الوكالة مهيجًا لم يظهر له آثار سلبية عندما يكون مستواه 400 مجم لكل متر مكعب في تركيزات أعلى بكثير من الموجودة في المنتجات التجارية. نتيجة للمقترح 65، تم تصنيف 1,4-ديوكسان في ولاية كاليفورنيا بالولايات المتحدة مسببًا للسرطان. تشجع إدارة الغذاء والدواء الأمريكية الصانعين على إزالة 1,4-ديوكسان من منتجاتهم ولكنه لا ينص القانون الفدرالي على هذا.